# Домброва-Нова-Весь
Домброва-Нова-Весь (пол. Dąbrowa-Nowa Wieś) — село в Польщі, у гміні Чижев Високомазовецького повіту Підляського воєводства.
Населення — 143 особи (2011).
У 1975-1998 роках село належало до Ломжинського воєводства.

## Демографія
Демографічна структура станом на 31 березня 2011 року:
|          | Загалом | Допрацездатний вік | Працездатний вік | Постпрацездатний вік |
| -------- | ------- | ------------------ | ---------------- | -------------------- |
| Чоловіки | 75      | 14                 | 49               | 12                   |
| Жінки    | 68      | 11                 | 38               | 19                   |
| Разом    | 143     | 25                 | 87               | 31                   |